# Kevin Andrés Salazar
Kevin Andrés Salazar Sandoval (Cali, Colombia; 11 de noviembre de 1997) es un futbolista colombiano. Juega de centrocampista y su equipo actual es Boyacá Patriotas FC de la Categoría Primera A.

## Trayectoria
De las inferiores de Millonarios FC, Salazar comenzó su carrera en el ascenso colombiano. Tuvo un breve paso por el club Bogotá Fútbol Club en el primer semestre del 2022.

### Deportivo Cali
En junio de 2022, Salazar fichó en el Deportivo Cali. El siguiente año renovó su contrato con el club.
A inicios de diciembre del 2023 se oficializa su salida del deportivo cali.

### La Equidad
A inicios de diciembre del 2023 presentó exámenes médicos con el club  La Equidad superando dichos exámenes , es confirmado nuevo refuerzo para el 2024

## Estadísticas
Actualizado al último partido disputado el 18 de mayo de 2023.
| Club                       | Div.          | Temporada     | Liga  | Liga  | Copas nacionales | Copas nacionales | Copas internacionales | Copas internacionales | Total | Total |
| Club                       | Div.          | Temporada     | Part. | Goles | Part.            | Goles            | Part.                 | Goles                 | Part. | Goles |
| -------------------------- | ------------- | ------------- | ----- | ----- | ---------------- | ---------------- | --------------------- | --------------------- | ----- | ----- |
| Deportivo Pasto · Colombia | 1.ª           | 2016          | 0     | 0     | 5                | 0                | —                     | —                     | 5     | 0     |
| Deportivo Pasto · Colombia | Total club    | Total club    | 0     | 0     | 5                | 0                | 0                     | 0                     | 5     | 0     |
| Valledupar · Colombia      | 2.ª           | 2018          | 3     | 0     | 2                | 0                | —                     | —                     | 5     | 0     |
| Valledupar · Colombia      | 2.ª           | 2019          | 2     | 0     | 5                | 0                | —                     | —                     | 7     | 0     |
| Valledupar · Colombia      | Total club    | Total club    | 5     | 0     | 7                | 0                | 0                     | 0                     | 12    | 0     |
| Bogotá · Colombia          | 2.ª           | 2021          | 14    | 0     | 0                | 0                | —                     | —                     | 14    | 0     |
| Bogotá · Colombia          | 2.ª           | 2022          | 18    | 0     | 2                | 0                | —                     | —                     | 20    | 0     |
| Bogotá · Colombia          | Total club    | Total club    | 32    | 0     | 2                | 0                | 0                     | 0                     | 34    | 0     |
| Deportivo Cali · Colombia  | 1.ª           | 2022          | 9     | 0     | —                | —                | 0                     | 0                     | 9     | 0     |
| Deportivo Cali · Colombia  | 1.ª           | 2023          | 7     | 0     | 3                | 0                | —                     | —                     | 10    | 0     |
| Deportivo Cali · Colombia  | Total club    | Total club    | 16    | 0     | 3                | 0                | 0                     | 0                     | 19    | 0     |
| Total carrera              | Total carrera | Total carrera | 53    | 0     | 17               | 0                | 0                     | 0                     | 70    | 0     |